# Agelena mengeella
Agelena mengeella är en spindelart som beskrevs av Embrik Strand 1942. Agelena mengeella ingår i släktet Agelena och familjen trattspindlar.
Artens utbredningsområde är Tyskland. Inga underarter finns listade i Catalogue of Life.